# Діярбекір (еялет)
37°55′ пн. ш. 40°14′ сх. д. / 37.91° пн. ш. 40.24° сх. д.
Еялет Діярбекір (осман. ایالت دیاربكر) — адміністративно-територіальна одиниця Османської імперії. Існував у 1515—1867 роках з площею у 52,660 км². Утворився з земель, захоплених у Персії (на теперішніх землях східної Туреччини та північного Іраку). У 1867 році перетворено на вілайєт Діярбекір.

## Історія
Діярбекір тривалий час належав державі Ак-Коюнлу, а потім Сефевідам, бувши важливою фортецею персів в Анатолії. У 1514 році внаслідок перемоги османського війська над персами у Чалдиранській битві західну Анатолію було приєднано до Османської імперії. Цьому також сприяв перехід на бік останнього курдських феодалів.
У вересні 1515 року було зайнято Діярбекір. 4 листопада того ж року з огляду на стратегічне становище навколо Діярбекіру було утворено бейлербейство. Першим, хто обійняв цю посаду став Биїкли Мехмед-паша. Втім лише у 1517 році панування в еялетів турків остаточно закріпилося. Невдовзі перетворилося на важливу базу захисту анатолійських володінь імперії та наступу на Південний Азербайджан і північний Ірак, особливо у військових кампаніях 1535 та 1554 років. З 1536 року тут облаштовано монетний двір (згодом зачинено й відновлено у 1575 році).
Протягом 1530-1570-х років в еялеті споруджено численні мечеті, медресе та мінарети. Доволі швидко здобули пошану й авторитет навчальні заклади, де навчався відомий суфійський поет Ібрагім Гюльшені. Невдовзі перетворився на освітній та культурний центр Анатолії. У 1591 році в рамках загальної реформи перетворено на еялет.
На початку XVII ст. в еялеті відбувалися численні повстання селян, спричинені гострою економічною кризою. Згодом до цього додалася структурна криза через неефективне керування. Все це негативно позначилося на економічній і соціальній ситуації в провінції. Певне поліпшення ситуації спостерігалося в 1630-х роках завдяки рішучим діям султана Мурада IV з подолання зловживань й корупції.
У 2-й половині XVIII ст. за наказом Сари Абдуррахман-паші зведено міську бібліотеку в Діярбекірі. На початку XIX ст. з ініціативи Сулейман-паші проведено значну реконструкцію Діярбекіра. З 1780-х років фактично керували мутесиліми, яких призначали паші з інших еялетів, при цьому поєднувалося керування декількома еялетами). Так спочатку керувався пашами еялету Кастамону, потім Румським та Мараським пашами. Це викликало погіршення загальної ситуації в еялеті, посилення сепаратизму серед курдських беків, посиленню корупції та інших зловживань, що посилилося з 1810-х років.
Відновлення керованості почалося з кінця 1820-х років. У 1839 році з початком Танзимату почалися зміни в керуванні еялетом, що обмежило владу військових та зміцнило судові органи. Водночас зміни особливо не зачіпали Діярбакірський еялет до 1845 року. У 1849 році стає частиною еялету Курдистан. У 1867 році відновлено самостійний Діярбекірський еялет, який того ж року перетворено на вілайєт Діярбекір.

## Структура
Диван бейлербея складався з 24 осіб. До 1526 року провінція поділялася на 12 санджаків:Діярбакир (Санджак-Паша), Синджар, Мардін, Біречик, Руха, Сіверек, Чермик, Елязиг, Ергани, Арапгир, Кіги, Чемишгезек.
У 1526 році кількість санджаків було збільшено до 16 (внаслідок перемог над персами) — додалися Мосульський, Хітський, Дайр-ез-Заурський, Рахбаський, Санчагиський санджаки.
У 1560 році після нових змін, кількість санджаків зменшено до 15. Мосульський санджак перетворився на еялет.
В усіх санджаків існували тімари (688) та зеамети (42). У XVII ст. загалом спагії виставляли 2,992 вершника. Окрім того, окремо від санджаків закріплено межі хакиметів або тюлюмети (спадкових володінь курдських беків, що визнавали зверхність султана). Втім, їх статус дорівнювався до зеаметів. З хакиметів курди виставляли 6008 вершників. Дохід від хаси бейлербея (згодом паші) становив 120 тис. акче, санджакбеїв — від 100nbsp;тис. до 500 тис. акче.

## Очільники
Протягом 1515—1867 років змінилося 259 пашів. До 1600 року середній час каденції становив 2,5 року, у 1600—1800 роках паші керували близько 1,5 року кожен. Найдовше керував перший бейлербей Биїк Мехмед-паша — з 1515 до 1521 року. Найкоротша каденція була у Челебі Юсуф-паші — 10 днів (в 1703 році).